# Valter Matošević
Valter Matošević (Rijeka, 11 juni 1970) is een Kroatisch handballer die onder andere voor RK Zagreb, HSG Wetzlar en SDC San Antonio uitkwam. Matošević is doelman bij TuS Nettelstedt-Lübbecke.
Op de Olympische Spelen van 1996 in Atlanta won hij de gouden medaille met Kroatië. Acht jaar later werd hij opnieuw olympisch kampioen op de Olympische Spelen van 2004 in Athene.
Met Kroatië werd hij wereldkampioen in 2003.

## Carrière
- -1995: Zamet Rijeka
- 1995-1996: RK Zagreb
- 1996-1999: Zamet Rijeka
- 1999-2001: RK Metković
- 2001-2002: Bologna 69
- 2002-2003: RK Zagreb
- 2003-2004: Wilhelmshavener HV
- 2004-2005: RK Zagreb
- 2005-2007: HSG Wetzlar
- 2007-2008: SDC San Antonio
- 2008-2009: FCK København Håndbold
- 2009-2011: gestopt
- 2011-heden: TuS Nettelstedt-Lübbecke

Patrik Čavar · Valner Franković · Slavko Goluža · Bruno Gudelj · Vladimir Jelčić · Božidar Jović · Nenad Kljaić · Venio Losert · Valter Matošević · Zoran Mikulić · Alvaro Načinović · Goran Perkovac · Iztok Puc · Zlatko Saračević · Irfan Smajlagić · Vladimir Šujster